# Simon & Schuster
Simon & Schuster, Inc. är ett amerikanskt bokförlag grundat 1924 i New York av Richard Leo Simon och Max Lincoln Schuster.
Det är ett av de största engelskspråkiga förlagen. Förlaget är ett helägt dotterbolag till Paramount Global.